# Talismanen (TV-serie)
Talismanen är en svensk TV-serie skriven av Jan Guillou och Henning Mankell med Per Graffman i huvudrollen som Wallton. Den sändes på TV 4 2003.
Talismanens huvudperson Walltons namn är en ordlek på Henning Mankells och Jan Guillous romanhjältar Wallander och Hamilton.
Wallton är huvudperson även om Kurt Wallander förekommer i serien (spelad av Lennart Jähkel). Wallander är i Talismanen dock blygsamt medverkande jämfört med de vanliga filmserierna om Kurt Wallander.

## Handling
För hundratals år sedan smiddes ett halssmycke, en talisman, någonstans i Mellanöstern med en förbannelse över sig, den som tar den från sin rättmätiga ägare kommer att straffas med dödlig otur. I flera århundraden har den nu cirkulerat mellan olika köpare tills den hamnar i den förmögne adelsmannen B. Ulvans bankfack. En dag tar hans fru, Beatrice, talismanen från deras gemensamma bankfack men blir rånmördad på vägen hem från banken, rånarna tar hennes väska, med talismanen i, och försvinner. Samtidigt döms polisen Wallton till fängelse för övervåld efter att ha misshandlat en inbrottstjuv och fråntas sin tjänst. I fängelset möter han herr Ulvan, som sitter inne för skattebrott, varav han ger Wallton ett ovanligt jobberbjudande. Så fort han har kommit ut från fängelset ska han leta reda på den försvunna talismanen för herr Ulvans räkning och återlämna den till honom och för detta kommer han att få en stor summa pengar. Wallton avböjer först men när han släpps fri och hans fru lämnar honom bestämmer han sig för att tacka ja till jobbet. Under tiden fortsätter talismanen att sprida otur och olycka omkring sig till alla som får tag på den. Snart tvingas Wallton inse att han står inför en svårare uppgift än vad han hade trott.

## Om serien
TV-serien producerades av TV4 och sändes på samma kanal under hösten 2003. I serien förekommer ett antal figurer från både Jan Guillous och Henning Mankells böcker så som exempelvis Kurt Wallander, Ann-Britt Höglund, Leonard Sköld m.fl.

## I rollerna
- Per Graffman – Max Wallton
- Emma Engström – Katta
- Thomas Hellberg – Eliason
- Loa Falkman – Herr B. Ulvan
- Anders Ahlbom – Olausson
- Sofia Bach – Rosita
- Irina Björklund – Tanja
- Lena Carlsson – Johanna Stenhult
- Dogge Doggelito – Roberto
- Stina Ekblad – Stina
- Katarina Ewerlöf - Ann-Britt Höglund
- Cecilia Frode – Nisse
- Jan Guillou – som sig själv
- Nina Gunke - Susanne
- Donald Högberg - Lundbom
- Henning Mankell – som sig själv
- Gert Fylking – programledare för "Blåsningen"
- Victor Gadderus – Konovalenko
- Björn Granath – Leonard Sköld
- Lennart Jähkel – Kurt Wallander
- Rolf Lydahl - Peters
- Ann-Sofie Rase - Chefsåklagare Roos
- Per Morberg - Horn
- Malin Morgan – Lena (som Malin Larsson)
- Gunilla Nyroos – Myrén
- Johan Rabaeus – Grossisten
- Shanti Roney - Viktor
- Jacqueline Ramel – Veronika
- Alexandra Rapaport – Louise
- Eva Röse – Charlotte Nordstedt
- Lennart Hjulström – Olof Nordstedt
- Ingar Sigvardsdotter – lyxbordellreceptionist
- Agneta Sjödin – Siv
- Freddie Wadling – Ström
- Johan Wahlström – advokat Mickelsen
- Måns Westfelt - Rudolf
- Philip Zandén - Kurtizén
- Ulf Larsson – Taxichef
- Joakim Nätterqvist - Scharkie "Fisken" Henriksson, tjuv
- Ivan M. Petersson - Lelle, tjuv
- Carl Johan De Geer – Keege
- Thomas Segerström – Noppe
- Caroline Bartholdson – Skolflicka
- Niels Dybeck – domare
- Per Mattsson - akademiledamot
- Margreth Weivers – gammal dam på gatan
- Bertil Norström – vakthavande polis